# Feminismo africano
El feminismo africano es una variante desarrollada por las mujeres de África que se refiere, de forma específica, a las condiciones y necesidades de las mujeres que residen en dicho continente. Dentro del feminismo africano podemos encontrar varias ramas, como el Maternismo, el Hembrismo,el Feminismo de Caracol, el Mujerismo o la Lucha de las mujeres, el Negofeminismo, el Stiwanismo o el Mujerismo Africano. Dado que África no está completamente unidad en su totalidad, estas variantes del feminismo no siempre representan las experiencias de las africanas en su totalidad. Algunas de las variantes sí que son más específicas y corresponden a grupos concretos de mujeres africanas. Por suerte o por desgracia, el feminismo africano es asociado al Feminismo Negro o al Mujerismo Africano. Este último se considera que fue desarrollado por y para las mujeres africanas a lo largo del mundo más que para las mujeres del propio continente. Además de a estos movimientos, también se le asocia a otros movimientos de carácter feminista entre los que se encuentran los de formación nacional, como el feminismo en Suecia, India, México, Japón, Alemania, Sudáfrica, etc. 

## La falta de feminismo en África
Algunas personas piensan que el feminismo en África se ha vuelto una necesidad, debido a la exclusión de los sufrimientos de la mujer negra y la mujer de africana continental por parte del feminismo de occidente. El feminismo de occidente no tiene en cuenta los problemas particulares a los que se enfrenta la mujer negra basados en su color de piel y en su condición como mujer. Hoy en día, el feminismo occidental tiende a clasificar a las mujeres africanas como «mujeres de color», lo que las agrupa, y de ese modo reprime la trayectoria histórica y el particular sufrimiento de esta. En la obra de Hazel Carby, White Women Listen! Black Feminism and the Boundaries of Sisterhood, ella explica por qué el feminismo blanco se considera la experiencia reguladora del resto de mujeres. Ella señala: «La historia ha creado nuestra sexualidad y nuestra feminidad desviándose hacia las cualidades de la mujer blanca, así como se le ha otorgado el beneficio al mundo occidental». Sin embargo, el movimiento feminista llevado a cabo por las mujeres blancas no puede continuar dejando de lado a África o a la mujer africana de la doctrina feminista o de la defensa feminista, pues como continente madre de la humanidad, los relatos y las vivencias de la mujer africana siempre serán igual de importantes. El feminismo africano no solo fue una reacción ante la exclusión del feminismo de la visión de las feministas occidentales, sino también de su propia ingenuidad y deseo de crear un feminismo que abarcara su entorno dentro de su contexto y vivencias. Este manifiesta las realidades de las mujeres en los distintos países de África. Las necesidades, la realidad, la opresión y el empoderamiento de las mujeres son los mejores motores de lucha para tener una comprensión inclusiva y atenta de los problemas más generales, así como de las singularidades y el punto de vista autodestructivo como mujer. Naomi Nkealah afirma sobre el feminismo africano que «lucha para crear una mujer africana nueva, liberal, productiva e independiente, dentro de las heterogéneas culturas africanas. Últimamente, tiene como objetivo modificar la cultura, ya que esta afecta a la mujer en las distintas sociedades». A su vez, África no tiene suficiente fuerza y muchos han criticado cualquier idea relacionada con «feminismo africano». Existen diferencias regionales, éticas, políticas y en la religión, que todos emplean para repercutir en cómo las mujeres conceptualizan lo que es para ellas el feminismo y la libertad. Así, por ejemplo, mientras que las mujeres de Egipto, Kenia, Senegal y de Sudáfrica tendrán semejanzas, habrá diferencias en la forma en la que ellas perciben el sexo y las luchas de género. Por lo tanto, estas variaciones entre culturas cambian la forma en la que estas mujeres africanas ven el mundo. De este modo, uno no puede fusionar a todas las mujeres bajo una misma perspectiva irreal de hermandad, sin embargo, puede reconocer y respetar las diferencias que existen como resultado de estas variedades culturales. Lo que está claro es que todas las mujeres, a pesar de las diferencias, se deben enfrentar al mismo problema: la sociedad patriarcal.

## Principios del feminismo africano
Los feminismos africanos tratan cuestiones culturales que consideran pertenecer a las complejas experiencias que enfrentan todas las mujeres de todas las culturas en el continente africano. Con respecto a la teorización feminista, muchos de los autores de tales teorías provienen de África occidental y Nigeria en particular.
En su artículo, “Feminismos de África occidental y sus desafíos”, Naomi Nkealah analiza las diversas formas de feminismos africanos. En primer lugar, señala el mujerismo, que según ella no forma parte del feminismo africano, ya que pertenece a las mujeres africanas de la diáspora y no a las africanas continentales. En segundo lugar, analiza el stiwanismo, que, por el contrario, coloca a las mujeres africanas en el centro del discurso porque esta corriente está profundamente enraizada en las experiencias y realidades que enfrentan las mujeres africanas. En tercer lugar, analiza el maternalismo, una forma de feminismo materno que considera que las mujeres rurales desempeñan la tarea necesaria de nutrir a la sociedad. En cuarto lugar, analiza el hembrismo, que coloca el cuerpo de la mujer en el centro de las conversaciones feministas. Finalmente, analiza el negro-feminismo y el feminismo de sentido del caracol, que instan a la inclusión de los hombres en las discusiones y la defensa del feminismo, y ambos argumentan que la inclusión de los hombres es necesaria para la libertad de las mujeres.
Estos modos de feminismos comparten muchas cosas en común. Primero, todos desafían el término "feminismo", tanto su término occidental como sus raíces, porque ponen de relieve las experiencias de la mujer africana. Segundo, debido a que dependen de modelos indígenas, toman de las historias y culturas de los pueblos africanos para hacerse con las herramientas necesarias que se necesitan para apoyar a las mujeres y educar a los hombres. Tercero, incorporan "inclusión, colaboración y adaptación de género para garantizar que tanto las mujeres como los hombres contribuyan (aunque no por igual) a mejorar las condiciones materiales de las mujeres".
La variedad de feminismos muestra el compromiso activo de la mujer africana con las relaciones de género.

## Papel de los hombres en el feminismo africano
El objetivo del feminismo es empoderar a las mujeres mientras se asegura su igualdad con los hombres. Para algunas personas, el término feminismo llegó a significar un movimiento antimasculino, anticultural y antireligioso. [6] Con fines de inclusión, algunas mujeres prefieren involucrarse en la teoría y el activismo de género al incluir a los hombres en la discusión porque los hombres tienen tanto poder como control en la sociedad. [5] Debido a que la mayoría de los legisladores en muchos países africanos son hombres, creen que la inclusión es importante para que las mujeres ganen terreno en los cambios políticos que las afectan. [5] La importancia que muchas mujeres otorgan al comunalismo y a la familia resulta en su deseo de trabajar con hombres para desarrollar un enfoque inclusivo para resolver los problemas de género. Tratando de erradicar la opresión que enfrentan las mujeres debido a su género, trabajar con hombres se ha convertido en una necesidad. [5]

## Tipos de feminismo en África

### Mujerismo
Catherine Acholonu defiende la utilidad del feminismo: «El feminismo tiene como objetivo final el triunfo de la emancipación de la mujer, considerada como un individuo único, diferente y con una mente fijada por las creencias del patriarcado, y sujeta a la violenta tradición de sumisión». No obstante, aunque la visión general del feminismo trata de proporcionar a la mujer una libertad política, social y económica, se ha criticado la exclusión de la historia y experiencias de la mujer de color, sobre todo de la mujer negra. Debido a esta exclusión surge el mujerismo como variante africana y afroamericana. El mujerismo africano se centra en el feminismo desde (1) una perspectiva de África, (2) una posición geopolítica africana (3) y desde un punto de vista ideológico africano. El mujerismo es importante porque establece el feminismo incluyendo acontecimientos de la mujer negra, su cultura, la historia del colonialismo, y otras formas de dominio y opresión que han marcado la vida de la mujer africana. El mujerismo «trata de identificar los problemas relacionados con el dominio del hombre en la sociedad y buscar soluciones a la exclusión de la mujer tanto interna como externamente».

### Stiwanismo
El Stiwanismo (transformación social con la inclusión de la mujer africana) fue acuñado por la autora Molara Ogudimpe Leslie y se centra en las estructuras que oprimen a la mujer y la manera en que las mujeres reaccionan ante esas estructuras institucionalizadas. Ogudimpe Leslie afirma que la lucha de la mujer africana es el resultado de la estructura colonial y neocolonial que a menudo tiene lugar en la cumbre de la estratificación social de los hombres africanos. Además, la estratificación de la posición de la mujer africana está fijada por la manera en la que se ha interiorizado el patriarcado y está respaldada por el sistema.

### Negofeminismo
La feminista africana, autora y académica Obioma Nnaemeka argumenta y define el término «negofeminismo» en su artículo: «Nego-Feminism: Theorizing, Practicing, and Pruning Africa's Way». Afirma que «el negofeminismo es el feminismo de negociación y, por otro lado, este se establece como una forma de feminismo sin ego, estructurado por las normas culturales y modulado por casi todos los movimientos locales y exigencias globales». La mayoría de las culturas africanas tienen una cultura de negociación y de compromiso cuando se alcanzan acuerdos. En el negofeminismo, las negociaciones se basan en la filosofía del dar y recibir. Para el feminismo en África, con el objetivo de conseguir un progreso, las feministas tienen que negociar y, a veces, establecer acuerdos para poder obtener libertades. Nnaemeka establece que el feminismo africano trabaja intencionadamente «dónde, cuándo y cómo evitar o detonar las minas del patriarcado». Esto significa que el negofeminismo sabe cómo utilizar la cultura de negociación para desmontar el patriarcado para el beneficio de la mujer.

### Maternismo
En su libro Maternismo: La alternativa afrocéntrica al feminismo, Catherine Obianuju Acholonu explica que la alternativa africana al feminismo occidental es el maternismo, compuesto a su vez por la maternidad, la naturaleza y la crianza. Teóricamente, el maternismo es una teoría multidimensional que implica la “acción de ordenar, reordenar, crear estructuras, construir y reconstruir, con la ayuda de la madre naturaleza, todos los niveles del esfuerzo humano". Una persona maternista es alguien que reafirma la lucha humana. Acholonu lo deja claro, tanto hombres como mujeres pueden considerarse maternistas. El maternismo no entiende de barreras sexuales ya que el maternismo gira en torno al compañerismo, la cooperación, la tolerancia, el amor, la comprensividad y la paciencia. Para que el maternismo funcione, debe haber una relación hombre-mujer que asegure la integridad de la existencia humana en un ecosistema equilibrado.

### Hembrismo
Chioma Opara fue la mujer que desarrolló lo que hoy se conoce como hembrismo, lo que ella misma describe como “uno de los tonos del Feminismo Africano; uno más oscuro que el feminismo liberal pero totalmente alejado del feminismo radical”. Al igual que su primo hermano el feminismo africano, el hembrismo es propio del continente y realza el cuerpo de las mujeres africanas.

### Feminismo del Caracol
El feminismo del caracol es una variante impulsada por Akachi Adimora-Ezeigbo. Este tipo de feminismo anima a las mujeres nigerianas a trabajar lentamente, de la misma manera que lo hace un caracol, no solo en sus relaciones con los hombres, sino también en “la dura y difícil sociedad patriarcal en la que actualmente se encuentra Nigeria. Para ello, Ezeigbo propone que las mujeres “deben aprender estrategias de supervivencia para ser capaces de superar las barreras que hay ante ellas y vivir una vida en condiciones”.